# Gaelic Language (Scotland) Act 2005
Der Gaelic Language (Scotland) Act 2005 (schottisch-gälisch: Achd na Gàidhlig (Alba) 2005, deutsch: Gälisches Sprachgesetz (Schottland) 2005) wurde vom schottischen Parlament im Jahre 2005 verabschiedet und ist das erste offizielle Dokument, das die schottisch-gälische Sprache in Schottland formal anerkennt.
Dieser „Gaelic Language Act“ umfasst, dass schottisches Gälisch mit dem gleichen Respekt in Schottland behandelt wird wie das Englische. Damit dieses Ziel verwirklicht werden kann, wurde das Bòrd na Gàidhlig gegründet, dessen primäre Aufgabe es ist, einen nationalen Plan für die Entwicklung der schottisch-gälischen Sprache in allen Sparten auszuarbeiten und Hilfestellung zu leisten und Rat zu geben bei Fragen zur Sprache im schulischen und öffentlichen Bereich.

## Der nationale Plan für die schottisch-gälische Sprache von 2012 bis 2017
Der nationale Plan für die schottisch-gälische Sprache sieht für die Jahre 2012 bis 2017 hauptsächlich vor, die Zahl der Gälischsprachigen zu erhöhen und den Gebrauch der indigenen Sprache Schottlands im öffentlichen Leben zu fördern und zu stärken. Durch folgende Maßnahmen soll dieses Ziel erreicht werden:
1. Zunahme des Erwerbs und Gebrauchs des Gälischen von Jugendlichen zu Hause in der Familie und eine Zunahme der Kinder, die in der Schule frühzeitig Gälischunterricht besuchen.
2. Zunahme der Kinder, die Gälischunterricht im mittleren Bildungssektor (englisch: Gaelic Medium Education (GME)) besuchen, mit dem Ziel, die Zahlen 2017 auf 800 zu verdoppeln.
3. Jährliche Zunahme der Schülerinnen und Schüler im "Gaelic-Learner Education (GLE)" Programm im primären und sekundären Bildungsbereich.
4. Ausweitung der Verfügbarkeit von gälischsprachigen Fächern und Materialien in Sekundärschulen.
5. Zunahme der Zahl der Erwachsenen, die Gälisch lernen, von 2000 auf 3000 Sprecherinnen und Sprecher bis 2017 und Verbesserung der Sprachfähigkeiten bei Sprechern, die das Gälische fließend beherrschen.
6. Schaffung von mehr Gelegenheiten, Gälisch in der Gemeinde auf allen Ebenen und in allen Bereichen zu nutzen.
7. Schaffung von Gelegenheiten, Gälisch am Arbeitsplatz zu nutzen und Möglichkeiten zu schaffen, bei denen gälische Sprachkenntnisse gefragt sind, damit auch Dienstleistungen in gälischer Sprache bereitgestellt werden können.
8. Entwicklung von gälischer Kunst und Medien als Mittel, um die Sprache zu fördern, Menschen anzulocken und bei ihnen Interesse zu entflammen, um dei Gelegenheit wahrzunehmen, Gälisch zu lernen, benutzen und weiterzuentwickeln.
9. Verbesserung des Bewusstseins für die Sprache im Tourismussektor und ein vermehrter Gebrauch des Gälischen im Bereich der schottischen Geschichte und Kultur.
10. Koordinierung verschiedenen Initiativen und Gruppen, die aktiv am Entwicklungsprozess der gälischen Sprache beteiligt sind, um Stärken, Bedeutung, Nachhaltigkeit und Sichtbarkeit der gälischen Sprache in Schottland zu gewährleisten.